# Север штата Рио-де-Жанейро (мезорегион)

Север штата Рио-де-Жанейро на карте.

Север штата Рио-де-Жанейро (порт. Mesorregião do Norte Fluminense) — административно-статистический мезорегион в Бразилии, входит в штат Рио-де-Жанейро. Население составляет 849 515 человек (на 2010 год). Площадь — 9745,486 км². Плотность населения — 87,17 чел./км².

## Демография
Согласно сведениям, собранным в ходе переписи 2010 г. Национальным институтом географии и статистики (IBGE), население мезорегиона составляет:
| Полное население                            | Полное население                            | Полное население                            | Полное население                            | 849 515 |
| ------------------------------------------- | ------------------------------------------- | ------------------------------------------- | ------------------------------------------- | ------- |
| в том числе:                                | Городское население                         | 748 680                                     | Процент городского населения, %             | 88,13   |
|                                             | Сельское население                          | 100 835                                     | Процент сельского населения, %              | 11,87   |
|                                             | Мужское население                           | 414 772                                     | Процент мужского населения, %               | 48,82   |
|                                             | Женское население                           | 434 743                                     | Процент женского населения, %               | 51,18   |
| Плотность населения, чел/км²                | Плотность населения, чел/км²                | Плотность населения, чел/км²                | Плотность населения, чел/км²                | 87,17   |
| Население мезорегиона в % к населению штата | Население мезорегиона в % к населению штата | Население мезорегиона в % к населению штата | Население мезорегиона в % к населению штата | 5,31    |

## Статистика
- Валовой внутренний продукт на 2003 год составляет 37 900 115 227,00 реалов (данные: Бразильский институт географии и статистики).
- Валовой внутренний продукт на душу населения на 2003 год составляет 52 104,89 реалов (данные: Бразильский институт географии и статистики).

## Состав мезорегиона
В мезорегион входят следующие микрорегионы:
1. Кампус-дус-Гойтаказис
2. Макаэ